# ウィリアム・ラザフォード・ミード
ウィリアム・ラザフォード・ミード（William Rutherford Mead、1846年8月20日 - 1928年6月19日）は、アメリカ合衆国の建築家で、金ぴか時代を代表する建築事務所であったマッキム・ミード・アンド・ホワイトの「中心人物 (Center of the Office)」。この事務所の共同創設者の残りふたりは、チャールズ・フォレン・マッキム（1847年 – 1909年）と、スタンフォード・ホワイト（1853年 – 1906年）であった。

## 経歴
ミードはバーモント州ブラトルボロに生まれた。彼のいとこのひとりは、後のアメリカ合衆国大統領ラザフォード・B・ヘイズであり、ミードのミドルネームはヘイズに由来していた。ミードの姉エリナーは、小説家ウィリアム・ディーン・ハウエルズの妻となり、弟ラーキン・ゴールドスミス・ミードは彫刻家となった。ウィリアム・ミードは、ハンサムで威厳があり、寡黙な人物であった。父親は優れた弁護士であり、母親はオナイダ・コミュニティに関わっていたジョン・ハンフリー・ノイスの妹であった。ミードは、ノーウィッチ大学で2年間学んだ後、マサチューセッツ州のアマースト大学に転じ、1867年のクラスで卒業した。その後、ニューヨーク市のラッセル・スタージスの事務所において、ジョージ・フレッチャー・バブ (George Fletcher Babb) の下で建築を学んだ。
1872年、ミードはニューヨークでの同僚だった建築家チャールズ・フォレン・マッキムと組んで事務所を立ち上げたが、ミードはやがて建築設計よりも、経営面で才能を発揮するようになった。
ミードの故郷であるニューハンプシャー州チェスターフィールドに建てられた、アマースト大学の学友ドワイト・ヘリック (Dwight Herrick) の家は、ミードの設計として知られる建築のひとつであるが、これもマッキムとの協力によるものであった。
1877年12月ころ、マッキムの新しい妻アニー・ビゲロー (Annie Bigelow) の兄ウィリアム・ビゲロー (William Bigelow) がパートナーに加わり、マッキム・ミード・アンド・ビゲロー (McKim, Mead and Bigelow) として、ブロードウェイ57番地に事務所を構えた。ビゲローは1879年に退き、代わってスタンフォード・ホワイトが加わって、マッキム・ミード・アンド・ホワイトが成立した。ミードはパートナー（共同経営者）のひとりであり、誰を「雇うか、解雇するか (hired and fired)」を決め、「船の舵取り (steered the ship)」を担い、「他のパートナーたちが、ヘマをやらかさないよう気を配る (trying to keep the partners from making damn fools of themselves)」ことに時間を使っていた。
1883年、ミードは、オルガ・キリェーニ（Olga Kilyeni、1850年ころ - 1936年）とハンガリー王国のブダペストで結婚した。ふたりはイタリア王国のローマに移り、そこでミードは、マッキムのお気に入りの事業で、彼が死ぬまで継続して関わり、彼が残した成果のひとつとなったローマのアメリカン・アカデミー (American Academy in Rome, AAR) に深く関わった。ミードは、マッキムとともに設立メンバーに名を連ね、1905年から1928年にかけては理事、1910年から1928年には会長を務めた。1902年には、国王ヴィットーリオ・エマヌエーレ3世が、古代ローマやイタリア・ルネサンスの建築様式をアメリカ合衆国に広めた先駆的業績に対して、 イタリア王冠勲章をミードに授与した。1902年には、アマースト大学がミードに、名誉法学博士 (honorary degree of LL.D.) を贈った。1909年、ミードは理学修士 (M.S.) をバーモント州のノーウィッチ大学から取得した。1913年には、アメリカ文学芸術アカデミーから金メダルを授与された。
ミードは1920年に引退し、1928年6月30日に、パリのホテルの一室で、数週間の闘病の末に、心筋梗塞で、妻に看取られて死去した。ミードは、事務所の創設メンバーの中では最後に死去し、マッキムは1909年、ホワイトは1906年に先立っていた。ミードの死後、25万ドル相当の彼の遺産は、妻のオルガに遺された。オルガは姉（ないし妹）とともにニューヨークへ移り住み、1936年4月10日にニューヨークのアパートメント・ホテル、ザ・シェリー・ネザーランドの自室で死去した。彼女は、すべての遺産をアマースト大学理事会に遺贈した。この資金は、ミード芸術棟 (the Mead Art Building) の建設に用いられ、その設計はマッキム・ミード・アンド・ホワイトのジェームズ・ケラム・スミスが行なった。この建物は1948年に完成した。

## 一次資料
- ミードの関係文書は、アマースト大学に保存されている。その中には、ミードが妹であるエリナー・ミード・ハウエルズのために手がけた、マサチューセッツ州ベルモント（英語版）の家「レッドトップ (Redtop)」の設計に関する文書も含まれている。(Citation: Mead Papers, 1840–2001 (Bulk: 1846–1950) in William Rutherford Mead (AC 1867) and Olga Kilyeni Mead Papers, Amherst College Archives and Special Collections, Amherst College Library.)